# Utumno
In J.R.R. Tolkiens fictieve wereld Midden-aarde is Utumno het eerste fort van Morgoth. Het is gelegen in het noorden van Midden-aarde. Utumno betekent letterlijk 'de groeve' of 'de onderwereld' in het Quenya, de taal van de Hoge Elfen.
Utumno werd gebouwd in de oudste tijden toen de Valar hun eerste woonplaats Almaren hadden in Midden-Aarde. Melkor, zoals Morgoth in die tijd nog genoemd werd, wilde niet dat de andere Valar ervan op de hoogte waren dat hij vanuit de Buitenste Duisternis naar Midden-Aarde was gekomen. Met de bouw van Utumno was begonnen in het jaar 3400 (in Valiaanse Jaren) onder de Ered Engrin. Lang was hij erin geslaagd Utumno verborgen te houden. Toen de Valar echter van zijn aanwezigheid bewust werden sloeg Melkor als eerste toe. Hij vernietigde hun woonplaats Almaren. Vanuit Utumno had hij de Twee Lampen omgegooid en daar werden ook de Orks en misschien de Trollen gemaakt.
In het jaar 1099 tijdens de Jaren van de Bomen streden de Valar tegen Morgoth en namen hem gevangen in Valinor, Utumno werd verwoest. De Valar hadden echter nagelaten Morgoth's andere fort Angband te vernietigen. Van daaruit begon Morgoth in de Eerste Era zijn macht weer te verspreiden over Midden-aarde.
Utumno werd in het Sindarijns Udûn genoemd, wat eveneens de groeve betekent. Als Gandalf tegen de Balrog vecht in Moria noemt hij de Balrog: Vlam van Udûn. Udûn is ook de naam van een plateau in Mordor in latere Era's.